# Шёлдбьерг, Эрик
Эрик Шёлдбьерг (норв. Erik Skjoldbjærg; род. 14 декабря 1964, Тромсё, Норвегия) — норвежский режиссёр и сценарист кино, наиболее известный как создатель
фильмов «Бессонница» и «Нация прозака». Лауреат МКФ в Торонто 2013 года за фильм «Первопроходец».

## Биография
Родился в 1964 году. Кинематографическое образование получил, окончив Национальную школу кино и телевидения в Лондоне в 1997 году.. Известность пришла к Шёлдбьергу благодаря триллеру «Бессонница», который был представлен на Неделе критики в Каннах. В 2002 году ремейк картины с Аль Пачино и Робином Уильмсом в главных ролях сделал голливудский режиссёр Кристофер Нолан. Немногим ранее Эрик и сам получил приглашение работать в США, сняв биографическую драму «Нация прозака».

## Фильмография
- Близкая зима (1993)
- Ближе к дому (1994)
- Следы (1996)
- Бессонница (1997)
- Нация прозака (2001)
- Школа (2004)
- Враг народа (2005)
- Большое скандинавское ограбление (2010)
- Первопроходец (2013)
- Оккупированные (2015)
- Пироман (2016)[4]
- Битва за Нарвик — первое поражение Гитлера (2021)